# 조지훈 (탁구 선수)
조지훈(趙志燻, 1984년 4월 12일 ~ )은 안산시청 소속의 대한민국 남자 탁구 선수이다.